# Kálfsvísa
Kálfsvísa (Vísa (poema) de Kálfr, posiblemente el nombre del autor), a veces confundido como Alvíssmál, es un poema parcialmente conservado en Skáldskaparmál del escaldo islandés Snorri Sturluson.
Sus tres estrofas en métrica fornyrðislag consisten principalmente en una þula de caballos y sus jinetes, personajes heroicos de la mitología nórdica, por ejemplo Grane y Sigurðr. Kálfsvísa también incluye una narrativa sobre la legendaria batalla en el lago helado de Vänern entre Áli y Aðils. La batalla tuvo lugar en un periodo conocido como Era de Vendel, se encuentra registrada en el poema épico Beowulf y las sagas nórdicas Skáldskaparmál (cap. 44), saga Ynglinga (cap. 29) y saga Skjöldunga:
| 262. Dagr reið Drösli, en Dvalinn Móðni, Hjalmr Háfeta, en Haki Fáki, reið bani Belja Blóðughófa, en Skævaði skati Haddingja. 263. Vésteinn Vali, en Vífill Stúfi, Meinþjófr Mói, en Morginn Vakri, Áli Hrafni, er til íss riðu, en annarr austr und Aðilsi grár hvarfaði, geiri undaðr. 264. Björn reið Blakki, en Bjárr Kerti, Atli Glaumi, en Aðils Slöngvi, Högni Hölkvi, en Haraldr Fölkvi, Gunnarr Gota, en Grana Sigurð. | - Dagr cabalgó a Drösull ("Errante"), Y Dvalinn cabalgó Módnir ("Fogoso"); Hjálmthér, a Háfeti ("Tacones"); Haki cabalgó a Fákr; El verdugo de Beli Cabalgó a Blódughófi, Y Skævadr fue montado por el caudillo de los Haddings. - Vésteinn cabalgó a Valr, Y Vifill cabalgó a Stúfr; Meinthjófr cabalgó a Mór, Y Morginn sobre Vakr ("Vigilante, Ágil, Paseante, o quizás Halcón"); Áli cabalgó a Hrafn, Aquellos que cabalgaron sobre el hielo: Pero otros, hacia el sur, bajo Adils, Uno gris, vagó, Herido por la lanza. - Björn cabalgó a Blakkr, Y Bjárr cabalgó a Kertr ("Relacionado con Kerti, quizás un cirio"); Atli cabalgó a Glaumr ("Tumulto"), Y Adils sobre Slöngvir ("Eslinga"); Högni sobre Hölvir ("Caballo"), Y Haraldr sobre Fölkvir (?); Gunnarr cabalgo a Goti ("Godo"), Y Sigurdr, Grane ("¿Labio Luminoso?"). |  |